# Kamil Czarnecki (zapaśnik)
Kamil Aleksander Czarnecki (ur. 7 maja 2001) – polski zapaśnik startujący w stylu klasycznym. Brązowy medalista mistrzostw Europy w 2023 roku.
Zdobył trzy brązowe medale mistrzostw Polski, w latach 2020-2022.